# 山田橋
山田橋（やまだばし）は、千葉県市原市の市原地区にある大字及び五井地区にある町丁。現行行政地名は大字山田橋と山田橋一丁目から山田橋三丁目。郵便番号は290-0021。

## 概要
市原市北西部の中央付近にあたる市原地区と五井地区の境にある地名である。大字山田橋は市原地区に属し、住居表示が施行されている山田橋一丁目から山田橋三丁目は五井地区に属す。このあたり一帯は同じ地名でも住居表示施行済地域と未実施地域が混ざっているものが非常に多くなっている。

## 地理
市政の中心地である国分寺台にほど近い。北は藤井、東は能満、南は東国分寺台、西は国分寺台中央と接する。

## 世帯数と人口
2022年4月1日現在の世帯数と人口は以下の通りである。
| 行政地名     | 世帯数  | 人口    |
| ------------ | ------- | ------- |
| 山田橋       | 132世帯 | 245人   |
| 山田橋一丁目 | 357世帯 | 780人   |
| 山田橋二丁目 | 187世帯 | 412人   |
| 山田橋三丁目 | 229世帯 | 488人   |
| 合計         | 905世帯 | 1,925人 |

## 通学区域
市立小学校・市立中学校及び県立高等学校の通学区域は以下の通りである。
| 行政地名     |      | 小学校                   | 中学校                   | 県立高校 |
| ------------ | ---- | ------------------------ | ------------------------ | -------- |
| 山田橋       | 全域 | 市原市立市原小学校       | 市原市立市原中学校       | 第9学区  |
| 山田橋一丁目 | 一部 | 市原市立市原小学校       | 市原市立市原中学校       | 第9学区  |
| 山田橋一丁目 | 一部 | 市原市立国分寺台東小学校 | 市原市立国分寺台西中学校 | 第9学区  |
| 山田橋二丁目 | 一部 | 市原市立市原小学校       | 市原市立市原中学校       | 第9学区  |
| 山田橋二丁目 | 一部 | 市原市立国分寺台東小学校 | 市原市立国分寺台西中学校 | 第9学区  |
| 山田橋二丁目 | 一部 | 市原市立国分寺台西小学校 | 市原市立国分寺台西中学校 | 第9学区  |
| 山田橋三丁目 | 全域 | 市原市立市原小学校       | 市原市立市原中学校       | 第9学区  |